# Vägviksfjärden
Vägviksfjärden är en vik i Finland. Den ligger i kommunen Malax i landskapet Österbotten, i den sydvästra delen av landet, 400 km nordväst om huvudstaden Helsingfors.
Vägviksfjärden utgör den södra delen av Västerfjärden. Den omges av fastland i väster och söder, av Rankelön i öster och är öppen mot Storfjärden i norr.